# 網秀一郎
網 秀一郎（あみ しゅういちろう、1979年4月2日 - ）は、NHKアナウンサー・ディレクター。

## 人物
大阪府大阪市生まれ、奈良県奈良市育ち。西大和学園中学校・高等学校を経て、東京大学経済学部を卒業後、2003年（平成15年）4月に入局した。
主に地域報道で活躍。
心はどさんこと語る通り、北海道での勤務も多い。

## 現在の担当番組
- アナウンスグループ統括
- 函館放送局制作番組編集責任者
- ほっとニュース函館（キャスター[注釈 1]：2025年7月7日 - ）

## 過去の担当番組
福島放送局時代（2003年度 - 2006年度）
- 福島県のニュース・中継・リポート
- ニュース845ふくしま
- NHKニュースおはようふくしま

福井放送局時代（2007年度 - 2011年8月）
- 福井県のニュース・中継・リポート
- ニュースザウルスふくい（リポーター）
- 2011年（平成23年）3月11日の東北地方太平洋沖地震（東日本大震災）、福島第一原子力発電所事故では、福島放送局に応援で派遣され、災害情報を中心にローカルニュースを担当した。
- 産地発!たべもの一直線（2010年9月12日）

京都放送局時代（2011年9月 - 2014年度）
- あさイチ（2011年9月15日） - 「JAPA-NAVI　技あり!京都 嵯峨野」ナビゲーター
- ニュース610 京いちにち（キャスター・2012年4月 - 2015年3月）[4][5]
- うまいッ!（2013年6月28日）
- 今日は一日家族三昧～第2部～（2013年8月18日）
- 京都府のニュース
- 京都ニュース845

札幌放送局時代（2017年度 - 2018年度）　
- 北海道まるごとラジオ
- 北海道のニュース
- ひるブラ（2017年5月15日、16日、17日）
- ほっとニュース北海道（リポーター及び佐藤龍文のキャスター代行など）

函館放送局時代（1度目）（2019年度 - 2020年8月）
- 北海道道南のニュース・中継・リポート
- ほっとニュース北海道道南
- 北海道まるごとラジオどどんと道南
- 旬感☆ゴトーチ!（2019年1月21日、22日）
- にっぽん列島夕方ラジオ北海道まるごとラジオ（2020年7月2日）
- あさイチ『おでかけLIVE　発見函!館朝市 新名物真昆布』ナビゲーター（2020年8月25日）

東京アナウンス室時代（2020年9月 - 2022年7月）
- 2番目すごいぜ
- ラジオ深夜便朗読
- インタビューここからディレクター

プロジェクトセンター時代（2022年8月 - 2023年7月）
- ディレクター業務
- NHKスペシャル テレビとはあついものなり〜放送70年 TV創世記〜（2023年3月21日）

秋田放送局時代（2023年8月 - 2025年6月）
- 秋田県のニュース・中継・リポート
- 令和6年能登半島地震の災害報道対応による金沢放送局への応援派遣
  - 能登半島地震 ライフライン情報（2024年2月9日：全国放送） - 白山市から中継リポート
- ニュースこまち
  - 西尾文花の代理キャスター（2024年12月27日）

函館放送局時代（2度目）（2025年7月 - ）